# HD 43940
HD 43940，又名CD-37 2708，SAO 196659、HR 2265，是一颗恒星，视星等为5.87，位于銀經244.56，銀緯-22.43，其B1900.0坐标为赤經6h 13m 43.6s，赤緯-37° -22.43′ 55″。